# Farmacoalumite
La farmacoalumite (simbolo IMA: Pal) è un minerale piuttosto raro del supergruppo della farmacosiderite all'interno del quale occupa un posto nel gruppo della farmacoalumite; appartiene alla famiglia minerale dei "fosfati, arseniati e vanadati" e possiede composizione chimica KAl4(AsO4)3(OH)4 • 6,5(H2O).

## Etimologia e storia
La farmacoalumite deve il suo nome al suo contenuto di alluminio e dall'analogia con la farmacosiderite. Nel 1981 questa specie era stata denominata alumofarmacosiderite da Karl Schmetzer, Wolfgang Horn e Hermann Bank; il nome è stato poi cambiato nel 2010.

## Classificazione
Nella classica nona edizione della sistematica dei minerali di Strunz, aggiornata dall'Associazione Mineralogica Internazionale (IMA) fino al 2009, elenca la farmacoalumite nella classe "8. Fosfati, arseniati, vanadati" e da lì nella sottoclasse "8.D Fosfati, ecc. con anioni aggiuntivi, con H2O"; questa viene ulteriormente suddivisa in base alla dimensione dei cationi coinvolti, in modo da trovare la bariofarmacoalumite nella sezione "8.DK Con cationi di media e grande dimensione, (OH, ecc.):RO4 > 1:1 e < 2:1" dove insieme a bario-alumofarmacosiderite, bario-zinco-alumofarmacosiderite (non più riconosciute dall'IMA), idroniofarmacosiderite, natrofarmacoalumite, farmacosiderite, bariofarmacosiderite, natrofarmacosiderite e bariofarmacoalumite forma il sistema nº 8.DK.10.
Questa classificazione è stata rivista nell'edizione successiva, proseguita dal database "mindat.org" e chiamata Classificazione Strunz-mindat; qui la farmacoalumite si trova sempre nella classe dei "fosfati, arseniati e vanadati" e da lì nella sottoclasse dei "fosfati, ecc. con anioni aggiuntivi, con H2O"; qui è sempre nella sezione "con cationi di media e grande dimensione, (OH, ecc.):RO4 > 1:1 e < 2:1" dove però occupa il sistema nº 8.DK.12 insieme a idroniofarmacoalumite, bariofarmacoalumite, calciofarmacoalumite e natrofarmacoalumite.
Anche nella Sistematica dei lapis (Lapis-Systematik) di Stefan Weiß la farmacoalumite si trova nella classe dei "fosfati, arseniati e vanadati" e nella sottoclasse dei "fosfati idrati, con anioni estranei"; qui è nella sezione dei "cationi medi e molto grandi: Al-Mg e Ca-Na-K" dove forma il sistema nº VII/D.47 insieme a natrofarmacoalumite, bariofarmacoalumite, farmacosiderite, natrofarmacosiderite, talliofarmacosiderite, cesiofarmacosiderite, stronziofarmacosiderite, bariofarmacosiderite, plumbofarmacosiderite, idroniofarmacoalumite e idroniofarmacosiderite.
Stessa cosa per la classificazione dei minerali secondo Dana, usata principalmente nel mondo anglosassone: la farmacoalumite è nella classe dei "fosfati, arseniati e vanadati" e nella sottoclasse dei "fosfati idrati, ecc. contenenti idrossile o alogeno"; qui è nella sezione dei minerali con composizione "(AB)5(XO4)3Zq • x(H2O)" dove forma il sistema nº 42.8.1b.3 insieme a bariofarmacoalumite, bario-alumofarmacosiderite, natrofarmacoalumite e bario-zinco-alumofarmacosiderite.

## Abito cristallino
La farmacoalumite cristallizza nel sistema cubico con il gruppo spaziale P43m (gruppo nº 215) con la costante di reticolo a = 7,745 Å, oltre a 1 unità di formula per cella unitaria.

## Origine e giacitura
La farmacoalumite si forma come minerale secondario insieme ad altri minerali arseniati ossidati; la paragenesi è con ceruleite, olivenite, schlossmacherite, mansfieldite e quarzo.
La farmacoalumite è un minerale piuttosto raro ed è stata trovata solo in pochi siti sparsi per il mondo: la miniera di "Guanaco" (25.10226°S 69.53728°W) nella regione di Antofagasta (in Cile) è la sua località tipo e, sempre in Cile, ci sono anche le miniere "Maria Catalina" e "Jote", nella provincia di Copiapó.
Altri siti sono: le contee di Sierra e di Tooele (Stati Uniti); diverse miniere nelle province di Zagora e di Ouarzazate (in Marocco); la miniera di "Penberthy Croft" a St Hilary (in Cornovaglia, Inghilterra); Níjar e Cuevas del Almanzora (provincia di Almería, Spagna); Lavreotiki (Grecia); il distretto minerario "Roter Berg" a Zschorlau (Germania); la miniera "Cap Garonne" presso Tolone e nel Basso Reno (Francia).

## Forma in cui si presenta in natura
La farmacoalumite si presenta come aggregati policristallini a grana fine e spesso in cristalli cubici.
Gli aggregati hanno lucentezza da semi vitrea a cerosa e colore che va dal bianco al giallo paglierino; il colore del suo striscio è bianco.